# Villamanrique de la Condesa
Villamanrique de la Condesa este un municipiu în provincia Sevilia, Andaluzia, Spania cu o populație de 3.759 locuitori.
1. ↑   https://www.diariodesevilla.es/vivirensevilla/historia-Villamanrique-Condesa-presenta-dos-tomos-libro_0_1697230862.html Lipsește sau este vid: |title= (ajutor)
2. ↑  Nomenclátor Geográfico de Municipios y Entidades de Población (20240402 edition)
3. ↑   (PDF) https://transparencia.villamanriquedelacondesa.es/export/sites/villamanriquedelacondesa/es/transparencia/.galleries/IND-06-/Anuncio-Bases-Bop.pdf, accesat în 5 decembrie 2022 Lipsește sau este vid: |title= (ajutor)